# Victor Brochard
Pour les articles homonymes, voir Brochard.
Victor Brochard, né à Quesnoy-sur-Deûle (Nord) le 29 juin 1848 et mort à Paris le 25 novembre 1907, est un philosophe français.

## Biographie

### Jeunesse, études et vie privée
Victor Brochard effectue ses études secondaires au Lycée Faidherbe, puis au lycée Louis-le-Grand. Il est reçu 3e à l'Ecole normale supérieure en 1868 et obtient une licence de philosophie ; il se déclare alors sans religion. Il est reçu troisième à l'agrégation de philosophie en 1872. Le 9 mai 1879, il soutient ses deux thèses de doctorat ès lettres à la Faculté de Paris. Dans la première, en français, il s'intéresse à la notion d'erreur. La deuxième, en latin, traite de la philosophie des Stoïciens. 
Célibataire, il reconnaît un fils naturel, médecin de marine.

### Parcours académique
Il enseigne la philosophie au lycée de Pau (1872), de Douai (1873), et de Nancy (1876). . Il est nommé au lycée parisien Condorcet jusqu'en 1886. Son mémoire pour le prix Victor-Cousin en 1884 fut couronné par l'Académie des Sciences morales et politiques et publié en 1887 sous le titre Les Sceptiques grecs.
Spécialisé dans l'histoire de la philosophie antique, il est maître de conférences à l'École normale supérieure en 1886 puis il est chargé de cours d'histoire de la philosophie à la Sorbonne de 1889 à 1894 avant d'être professeur d'histoire de la philosophie ancienne au sein de cette université. Il est élu membre de l'Académie des sciences morales et politiques en 1900. Il est également rédacteur de la Revue philosophique. Son mémoire sur Les Sceptiques grecs a notamment été salué et intensivement utilisé par Nietzsche.
Dans son édition de Du côté de chez Swann ainsi que de Sodome et Gomorrhe, Antoine Compagnon suggère que Brochard aurait servi de modèle à Marcel Proust pour créer le personnage de Brichot dans À la recherche du temps perdu. Brochard et Proust se rencontraient régulièrement dans le salon de Madame Aubernon dans les années 1890. Brichot, à son tour, apparaît comme un invité occasionnel dans le salon de Madame Verdurin où il mène sa conversation dans un mélange d'éducation pédante et exubérante et d'un ton militaire rude.

## Œuvres
- De la Responsabilité morale, Pau, 1874
- De l'Universalité des notions morales, Pau, Ribaut, 1876
- De l'Erreur, thèse pour le doctorat, Faculté des lettres de Paris, Paris, Berger-Levrault, 1879.
- Les Sceptiques grecs, Paris, Impr. nationale, 1887, réédité à la Librairie générale française, Paris, 2002.
- Études de philosophie ancienne et de philosophie moderne, recueillies et précédées d'une introduction par Victor Delbos, Paris, F. Alcan, 1912
- De assensione Stoici quid senserint, Parisiis, Berger-Levrault, 1879 (Vicifons)

On peut consulter, pour une vue panoramique sur son oeuvre et sa vie, Léon Robin, "L'oeuvre philosophique de V. Brochard", Revue Philosophique de la France et de l'Etranger, t. 74, juill.-déc. 1912, pp. 172-179. 

## Élèves
(liste non exhaustive)
- Auguste Diès